# 중복 수정

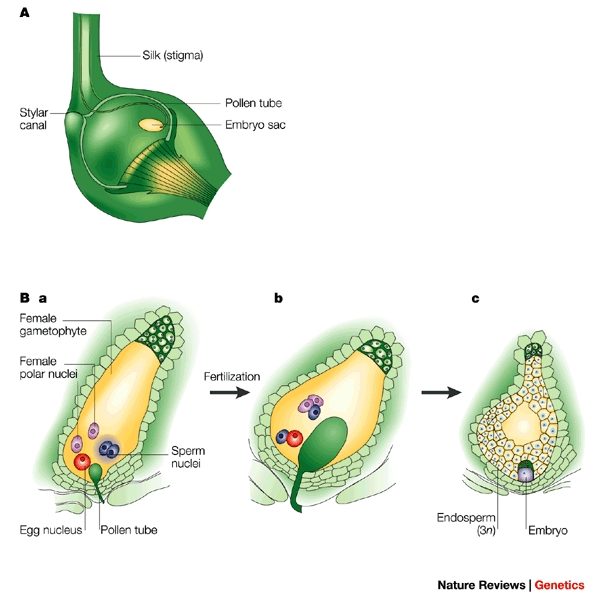
중복 수정의 과정

중복 수정(重複受精, double fertilization)은 속씨식물의 한 특징이다. 암술 머리에 붙은 꽃가루는 꽃가루관을 뻗어 그 끝이 밑씨에 이르는데, 이 꽃가루관 속에서 생식핵이 분열하여 2개의 정핵이 만들어진다. 이 중 하나는 배낭 속의 난세포와 수정하여 다음 세대의 배가 되며, 다른 하나의 정핵은 배낭 중앙부에 있는 극핵 2개와 합체하여 배수성이 3n인 배젖이 된다. 이와 같이 2개의 정핵이 각기 난세포·극핵과 수정하여 배와 배젖을 만드는 것을 '중복 수정'이라 하는데, 이것은 속씨식물에서만 볼 수 있는 현상이다. 이러한 현상을 속씨식물에서 공통적으로 볼 수 있다는 점은, 속씨식물이 한 조상에서 유래된 무리라는 것을 추측하게 한다.

## 같이 보기
- 수정 (생물학)
- 생식자
- 밑씨
- 꽃가루